# Dürrenäsch
Dürrenäsch is een gemeente en plaats in het Zwitserse kanton Aargau en maakt deel uit van het district Kulm.
Dürrenäsch telt 1.192 inwoners.

## Geboren
- Alexander Aeschbach (1974), wielrenner